# Rio Tugela
Rio Tugela é um rio da África do Sul, o mais importante e longo da província de KwaZulu-Natal. É conhecido pelas cataratas do Tugela, as segundas mais altas do mundo.
Nasce nos montes Drakensberg perto da nascente de vários dos afluentes de outros dois grandes rios sul-africanos, o rio Orange e o rio Vaal e cai 947 metros nas cataratas com o seu nome. A partir da cordilheira Drakensberg o rio Tugela flui e serpenteia num curso de 520 km através da região central de KwaZulu-Natal até desaguar no oceano Índico. O total da sua bacia é de aproximadamente 29100 km². O uso das terras da bacia é principalmente agrícola, com cultivos de subsistência e silvicultura comercial.